# Martino Anzi
Martino Anzi ( 1811 - 1883) fue un presbítero, etnólogo, historiador, briólogo, algólogo, pteridólogo, patriota, y botánico italiano.

## Biografía
En 1835, fue ordenado sacerdote en Como, siendo profesor de teología, historia eclesiástica, apologética religiosa e historia natural en la seminario de Como. Erudito, conocía numerosas lenguas clásicas, comprendiendo el hebreo, y de las modernas (francesa, inglés, alemán, y aún de lenguas orientales). Escribió una historia eclesiástica desde la fundación de la Iglesia al Concilio de Trento.
Patriota, en 1848 formó parte del Comité de seguridad, y organizó la defensa del Passo dello Stelvio durante la primera guerra de la independencia.
La fama de Martino Anzi estuvo principalmente vinculada a sus actividades de naturalista, apasionándose sobre todo por la botánica y en el estudio de las plantas criptógamas. Sus estudios, por la que ganó renombre en todo el mundo, fueron en particular: liquenes, musgos, hepáticas, algas de agua dulce, y de fungi. Sus colecciones se conservan en el Instituto botánico de la Universidad de Turín.

## Algunas publicaciones
1. Martino Anzi, Catalogus lichenum quos in provincia Sondriensi et circa Novum Comum collegit et in ordinem systematicum digessit presbyter Martinus Anzi. Novi-Comi: ex officina Caroli Franchi bibliopolae, 126 pp. 1860
2. Martino Anzi, Manipulus lichenum rariorum vel novorum quos in Longobardia et Etruria collegit et enumeravit. Commentario della Società Crittogamologica Italiana 1 (3): 130-166, 1862
3. Martino Anzi, Symbola lichenum rariorum vel novorum Italiae superioris. Génova: Tipografia dei sordomuti, 28 pp. 1864 (on-line)
4. Martino Anzi, Neosymbola lichenum rariorum vel novorum Italiae superioris. Milano: Tip. Bernardoni, 18 pp. 1866
5. Martino Anzi, Analecta lichenum rariorum vel novorum Italiae superioris. Milano: Tip. Bernardoni, 1868
6. Martino Anzi, Enumeratio hepaticarum quas in provinciis novo-comensi et sondriensi collegit prof. Martinus Anzi. Milano: U. Hoepli, 1881
7. Martino Anzi, Auctarium ad Floram novo-comensem editam a Josepho Comolli. 29 pp. 1881
8. Martino Anzi, Enumeratio moscorum longobardiae superioris, auctore presbyt. Martino Anzi. Milano: U. Hoepli, 1901
9. Martino Anzi, Catalogus lichenum quos in provincia sondriensi et circa Novum-Comum collegit et in ordinem systematicum digessit Martinus Anzi. San Giovanni in Persiceto: FARAP, 1994

## Honores
Miembro de
- Academia Pontificia de las Ciencias[2]